# Sjökulla
Sjökulla är ett bostadsområde i byn Ingermansby i Lappträsk kommun, Finland. Platsen heter numera officiellt "Sjökulla" även på finska. I området ligger Sjökulla vårdanstalt (finska: Latokartano) ett före detta vårdhem för alkoholister vars verksamhet upphörde 1990.